# Artavasdes IV
Artavasdes IV (em latim: Artavasdes; em armênio: Արտաւազդ; romaniz.: Artawazd) foi um rei da Arménia considerado não dinástico. Foi antecedido nos comandos do reino por Ariobarzanes foi sucedido no trono pelo rei Tigranes V.

## Nome
Artavasdes, Artoasdes ou Artabazo (Artabazus) são as formas latinas do armênio Astavasde (em armênio/arménio: Արտաւազդ, Artawazd), que derivou do avéstico Axavasda (Ašavazdah-), "aquele que promove a justiça", através do iraniano antigo *Artavasda (*Artavazdah). Foi registrado em persa médio como *Ardevaste (*Ard-vast), em grego como Artabasdo (Αρτάβασδος, Artábasdos), Artauasdes (Αρταουάσδης, Artaouásdēs), Artabazes (Αρτάβαζης, Artábazēs) e Artabazo (Αρτάβαζος, Artábazos) e em árabe como Artabatus (em árabe: ارتاباتوس).